# Монтенегро I (Бриндизи)
Монтенегро I (итал. Montenegro I) је насеље у Италији у округу Бриндизи, региону Апулија.
Према процени из 2011. у насељу је живело 31 становника. Насеље се налази на надморској висини од 31 м.